# Liste der Stolpersteine in Kempten (Allgäu)

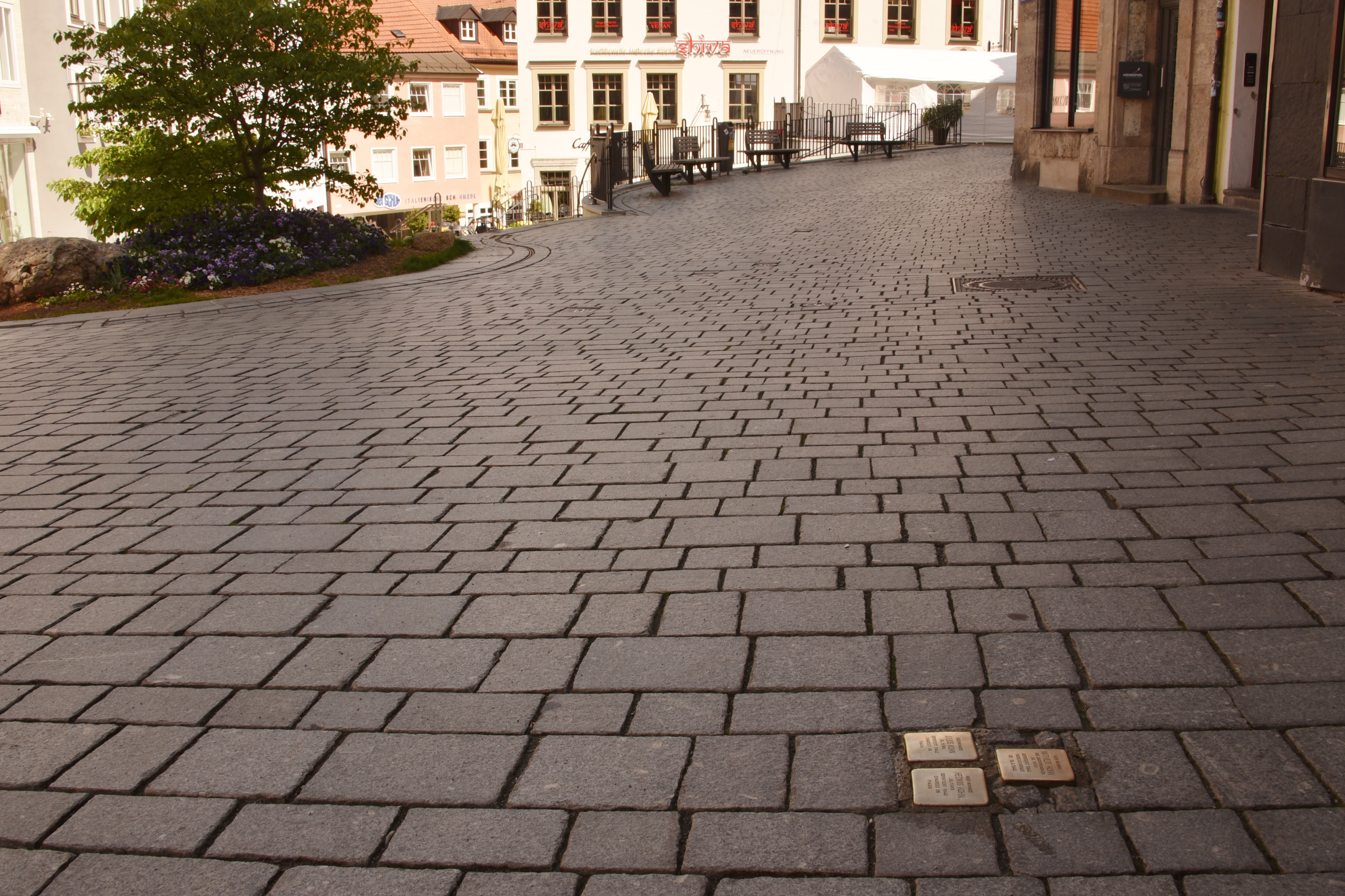
Stolpersteine in Kempten

Die Liste der Stolpersteine in Kempten (Allgäu) gibt eine Übersicht über die vom Künstler Gunter Demnig verlegten Stolpersteine in der Stadt Kempten (Allgäu). Grundlage dieser Liste sind die von der Initiative Stolpersteine für Kempten und Umgebung e. V. zur Verfügung gestellten Daten, soweit in den einzelnen Einträgen nichts anderes angegeben ist.
Die Stolpersteine sind Betonwürfel mit einer Kantenlänge von 10 Zentimetern mit Messingoberseite. Sie sind in den Bürgersteig vor jenen Häusern eingelassen, in denen die Opfer einmal gewohnt oder gewirkt haben. In die Tafeln sind eingeschlagen: Name, Geburtsjahr, Schicksal und Todesdatum, -ort. Die Stolpersteine erinnern an das Schicksal der Menschen, die in der Zeit des Nationalsozialismus ermordet, deportiert, vertrieben oder in den Suizid getrieben wurden.

## Stolpersteine in Kempten
| Stolperstein | Inschrift | Standort                            | Name, Leben |
| ------------ | --- | ----------------------------------- | --- |
|              | HIER WOHNTE ANDOR ÁKOS JG. 1893 VON KEMPTENER NSDAP ZUM SELBSTMORD GEZWUNGEN TOT 1.7.1940                                        | Stiftsplatz 1 ·                     | Andor Ákos (1893–1940), er war das erste jüdische Opfer in Kempten. |
|              | BOLESLAW BARAN JG. 1916 POLNISCHER ZWANGSARBEITER GEHÄNGT 23.11.1943 BEI VOGGENTHAL                                              | im Hofgarten ·                      | Boreslaw Baran (1916–1943) |
|              | JOSEF CHALUPKA JG. 1922 (wird auf dem Stein korrigiert) POLNISCHER ZWANGSARBEITER GEHÄNGT 4.12.1943                              | im Hofgarten ·                      | Josef Chalupka (1926–1943) |
|              | HIER WOHNTE MARIA GROSSELFINGER JG. 1879 EINGEWIESEN GRAFENECK ERMORDET 20.11.1940 AKTION T4                                     | An der Sutt 12 · (vormals Nr. 24) · | Maria Grosselfinger (1879–1940) |
|              | HIER WOHNTE HEDWIG HAUSER GEB. TENNENBAUM JG. 1884 DEPORTIERT 1942 ERMORDET IN PIASKI                                            | Fürstenstraße 27 ·                  | Hedwig Hauser geb. Tennenbaum (1884-194?) |
|              | HIER WOHNTE OSKAR LEOPOLD HAUSER JG. 1888 DEPORTIERT 1942 ERMORDET IN PIASKI                                                     | Fürstenstraße 27 ·                  | Oskar Leopold Hauser (1888-194?) |
|              | HIER WOHNTE BELLA KLEEBLATT JG. 1902 DEPORTIERT 1942 ERMORDET IN PIASKI                                                          | Mozartstraße 12 ·                   | Bella Kleeblatt (1902-194?) |
|              | HIER WOHNTE MARTHA KLEEBLATT JG. 1904 DEPORTIERT 1942 ERMORDET IN PIASKI                                                         | Mozartstraße 12 ·                   | Martha Kleeblatt (1904-194?) |
|              | HIER WOHNTE HEDWIG KOHN JG. 1885 DEPORTIERT 1942 ERMORDET IN PIASKI                                                              | Klostersteige 11 ·                  | Hedwig Kohn (1885-194?) |
|              | HIER WOHNTE JULIUS KOHN JG. 1880 DEPORTIERT 1942 ERMORDET IN PIASKI                                                              | Klostersteige 11 ·                  | Julius Kohn (1880-194?) |
|              | HIER WOHNTE MATHILDE KOHN GEB. LAUDENBACHER JG. 1858 DEPORTIERT 1942 THERESIENSTADT TOT 18.9.1942                                | Klostersteige 11 ·                  | Mathilde Kohn geb. Laudenbacher (1858–1942) |
|              | HIER WOHNTE ALFRED KRANZFELDER JG. 1908 IM WIDERSTAND 20. JULI 1944 VERHAFTET 24.7.1944 HINGERICHTET 10.8.1944 BERLIN-PLÖTZENSEE | Beethovenstraße 7 ·                 | Alfred Kranzfelder (1908–1944) |
|              | HIER WOHNTE EDITH LANDAUER JG. 1891 (korrekt Jg. 1890, wird auf dem Stein korrigiert) DEPORTIERT 1942 ERMORDET IN PIASKI         | Rathausstraße 5 ·                   | Edith Landauer (1891-194?) |
|              | HIER WOHNTE ELSA LIEBENTHAL JG. 1895 DEPORTIERT 1942 ERMORDET IN PIASKI                                                          | Westendstraße 21 ·                  | Elsa Liebenthal (1895-194?) |
|              | HIER WOHNTE GERTRUD LIEBENTHAL JG. 1889 DEPORTIERT 1942 ERMORDET IN PIASKI                                                       | Westendstraße 21 ·                  | Gertrud Liebenthal (1889-194?) |
|              | HIER LEBTE ROSA LÖW JG. 1879 DEPORTIERT 1942 ERMORDET IN PIASKI                                                                  | Bahnhofstraße 15 ·                  | Rosa Löw (1879-194?) |
|              | HIER WOHNTE MAX SCHWER JG. 1884 EINGEWIESEN HEILANSTALT KAUFBEUREN ERMORDET 28.8.1940 GRAFENECK                                  | Residenzplatz 25 ·                  | Max Schwer (1884–1940) |
|              | HIER WOHNTE FRANZ SPERR JG. 1878 IM WIDERSTAND 20. JULI 1944 VERHAFTET 28.7.1944 HINGERICHTET 23.1.1945 BERLIN - PLÖTZENSEE      | Hirschstraße 3 ·                    | Franz Sperr (1878–1945) |
|              | HIER WOHNTE ELVIRA STEIN JG. 1890 DEPORTIERT 1943 ERMORDET IN AUSCHWITZ                                                          | Rathausstraße 2 ·                   | Elvira Stein (1878–1945) |
|              | HIER WOHNTE SIGMUND ULLMANN JG. 1854 EINGEWIESEN DEPORTIERT 1942 THERESIENSTADT TOT 19.9.1942                                    | Immenstädter Straße 20 ·            | Sigmund Ullmann (1854–1943), Bankier und langjähriger Vorsteher der jüdischen Gemeinde, Mitglied des Magistrats und des Stadtrates Der Platz vor dem Müßiggengelzunfthaus wurde nach ihm benannt (Sigmund-Ullmann-Platz). |
|              | HIER WOHNTE LOUIS VICTOR JG. 1880 DEPORTIERT 1942 ERMORDET IN PIASKI                                                             | Mozartstraße 12 ·                   | Louis Victor (1880-194?) |
|              | HIER WOHNTE JULIE WALTER GEB. SCHMAL JG. 1869 DEPORTIERT 1942 THERESIENSTADT TOT 20.2.1943                                       | Rathausstraße 5 ·                   | Julie Walter (1869–1943) |
|              | HIER WOHNTE SAMUEL WALTER JG. 1853 DEPORTIERT 1942 THERESIENSTADT TOT 13.9.1942                                                  | Rathausstraße 5 ·                   | Samuel Walter (1853–1942) |
|              | HIER WOHNTE WILLY WIRTHGEN JG. 1904 IM WIDERSTAND VERHAFTET 1933 1936 DACHAU BUCHENWALD ERMORDET 1945                            | Hohe Gasse 19 ·                     | Willy Wirthgen (1904–1944) Sterbejahr auf dem Stein fehlerhaft, siehe Artikel zu Wirthgen |